# Jean Bardsley
Jean Bardsley (* 1921 oder 1922, geborene Jean Eckardt) ist eine kanadische Badminton-, Basketball- und Tennisspielerin. Auch in der Leichtathletik war sie erfolgreich.

## Karriere
Jean Bardsley erreichte ihre größten Erfolge im Badminton, wo sie insgesamt sieben nationale Titel gewinnen konnte. Im Tennis war sie 1952 Nummer eins in der Region Pacific Northwest. In British Columbia wurde sie vor dem Zweiten Weltkrieg mit dem Universitätsteam der UBC Titelträgerin im Basketball. Bei den Distriktmeisterschaften von Vancouver wurde sie 1939 Zweite im Hochsprung, Dritte im Weitsprung, Fünfte über 60 und Sechste über 100 Yards. 1942 heiratete sie James Milton „Jim“ Bardsley. 1946 war sie bei den French Open erfolgreich.

## Erfolge im Badminton
| Saison | Veranstaltung                 | Disziplin   | Platz | Name                               |
| ------ | ----------------------------- | ----------- | ----- | ---------------------------------- |
| 1946   | French Open                   | Dameneinzel | 1     | Jean Bardsley                      |
| 1949   | Kanada: Einzelmeisterschaften | Mixed       | 1     | T. Darryl Thompson / Jean Bardsley |
| 1949   | Kanada: Einzelmeisterschaften | Damendoppel | 1     | Claire Lovett / Jean Bardsley      |
| 1951   | Kanada: Einzelmeisterschaften | Mixed       | 1     | Darryl Thompson / Jean Bardsley    |
| 1951   | Kanada: Einzelmeisterschaften | Damendoppel | 1     | Lois Reid / Jean Bardsley          |
| 1953   | Kanada: Einzelmeisterschaften | Damendoppel | 1     | Lois Reid / Jean Bardsley          |
| 1954   | Kanada: Einzelmeisterschaften | Mixed       | 1     | Darryl Thompson / Jean Bardsley    |
| 1955   | Kanada: Einzelmeisterschaften | Mixed       | 1     | Darryl Thompson / Jean Bardsley    |
| 1986   | Kanada: Masters 60 plus       | Dameneinzel | 1     | Jean Bardsley                      |
| 1986   | Kanada: Masters 60 plus       | Damendoppel | 1     | Jean Bardsley / K. Hoffman         |
| 1987   | Kanada: Masters 65 plus       | Dameneinzel | 1     | Jean Bardsley                      |
| 1991   | Kanada: Masters 65 plus       | Damendoppel | 1     | Jean Bardsley / Shigeko Aoki       |
| 1994   | Kanada: Masters 65 plus       | Damendoppel | 1     | Shigeko Aoki / Jean Bardsley       |
| 1995   | Kanada: Masters 70 plus       | Damendoppel | 1     | Shigeko Aoki / Jean Bardsley       |

## Referenzen
- The Sun (Vancouver), 21. Juni 1963, S. 17

| Personendaten    | Personendaten                                                          |
| ---------------- | ---------------------------------------------------------------------- |
| NAME             | Bardsley, Jean                                                         |
| ALTERNATIVNAMEN  | Eckardt, Jean                                                          |
| KURZBESCHREIBUNG | kanadische Badminton-, Tennis-, Basketballspielerin und Leichtathletin |
| GEBURTSDATUM     | 1921 oder 1922                                                         |